# 蒙蒂卡梅卢
蒙蒂卡梅卢是巴西米纳斯吉拉斯州的一个市镇。总面积1353.677平方公里，总人口45799人，人口密度33.8人/平方公里。